# Duyfken
Le Duyfken (Duifken, Duijfken ou encore Duifje en néerlandais contemporain, « Petite colombe » en français) était un navire construit par les Pays-Bas pour leurs besoins d'exploration des mers, au XVIe siècle.

## Histoire
C'était un navire rapide, légèrement armé, probablement destiné pour de petits chargements de marchandises ou pour la piraterie. Le tonnage de Duyfken atteignait les 50-60 tonnes.
En 1596, le navire quitte les Pays-Bas et met les voiles en direction de Banten sur l'île de Java, où l'équipage fut capturé par les autochtones. En 1601, les Pays-Bas veulent ouvrir la route du commerce des épices à leurs flottes et briser le monopole portugais et espagnol sur ce commerce florissant. Le Duyfken sera utilisé par la Compagnie néerlandaise des Indes orientales, pour rallier Jakarta et Batavia et affirmer la présence hollandaise sur les Indes orientales néerlandaises. En 1606, Willem Janszoon prit les commandes du Duyfken et appareilla vers les grandes terres aperçues au sud de la Nouvelle-Guinée. Il fallait reconnaître les côtes et découvrir de nouvelles terres pour commercer. C'est ainsi que Janszoon longea les côtes de l'Australie. Il aborda à l'embouchure de la Pennefather River dans le futur État du Queensland et reconnu le golfe de Carpentarie situé dans la partie septentrionale de l'Australie. En 1607, le Duyfken repart pour continuer la reconnaissance des côtes australiennes puis s'en retourne vers l'île de Java. L'année suivante, il est touché lors d'un combat naval avec trois galions espagnols. Néanmoins, les dommages occasionnés par cette bataille ne l'empêcheront pas de rejoindre les comptoirs hollandais des Indes orientales, pour y être réparé.
En 1612, le commandant en chef des forces navales néerlandaises Adriaen Maertensz Block prend possession du Duyfken, et en 1617, un riche commerçant hollandais, Pieter van den Broecke, prend le commandement du Duyfken est fait route vers Madagascar. Le 18 juin 1617, le navire fait naufrage, lors d'une tempête, près de Surat.

## La réplique

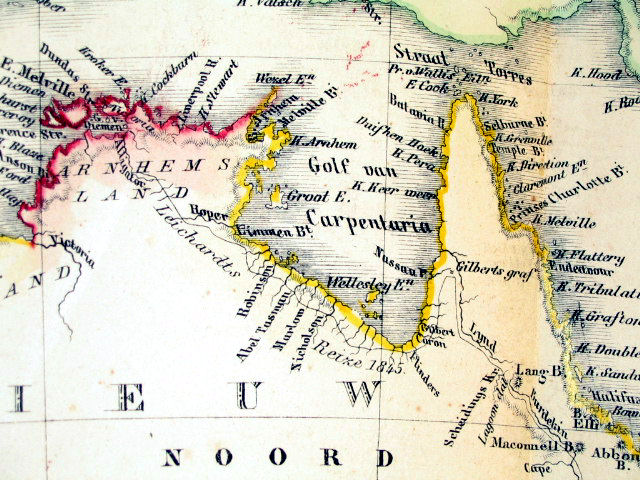
Le golfe de Carpentarie en Nouvelle-Hollande (Australie).

En 1999, le musée maritime de Fremantle réalisa la réplique du Duyfken, qui navigue sur les eaux de la Swan à Perth en Australie.

## Sources
- (en) http://www.duyfken.com/original/
- (fr) http://www.white-sails.com.au/fr/duyfkenfr.htm
- (fr) http://cat.inist.fr/?aModele=afficheN&cpsidt=14212713